# NGC 2532
NGC 2532 је спирална галаксија у сазвежђу Рис која се налази на NGC листи објеката дубоког неба.
Деклинација објекта је + 33° 57' 22" а ректасцензија 8h 10m 15,2s. Привидна величина (магнитуда) објекта NGC 2532 износи 12,3 а фотографска магнитуда 13,0. NGC 2532 је још познат и под ознакама UGC 4256, MCG 6-18-13, CGCG 178-32, IRAS 08070+3406, KARA 232, KUG 0807+341, PGC 22922.